# Tornado Rojo (Ma Hunkel)
Tornado Rojo - Ma Hunkel (para no confundirse con Tornado Rojo, el androide miembro de la Liga de la Justicia) es un personaje ficticio, una superheroína, creada por la editorial DC Comics, que debutó en la Edad de Oro de los cómics. Creada por Sheldon Mayer, apareció por primera vez con su identidad civil como Abigail Mathilda " Ma " Hunkel en las páginas de la revista de historietas de la entonces All-American Publications (Actual DC Comics) All-American Comics Vol. 1 #3 (junio de 1939), quien se convirtió en el primer personaje que tomó el nombre de Tornado rojo antes de la aparición del androide de DC Comics, justamente en el All-American Comics Vol. 1 # 20 (noviembre de 1940). A medida que Tornado Rojo, se convirtió en uno de las primeras parodias de superhéroes, así como una de las primeras superheroínas femeninas (posiblemente la primera y justo antes de Wonder Woman), además, se caracterizó que para ocultar su verdadera identidad, de vez en cuando se hacía pasar como hombre, haciéndola pionera de las primeras heroínas travestis del cómic, aunque en este caso, sólo lo hacía para ocultar su identidad heroica. Madame fatal sería el otro caso a seguir pues, a principios de ese año, sería reconocido como el primer héroe travesti de la historia de los cómics, y que por ende, al ser creado por la Quality Comics, ambos personajes pasarían desapercibidos hasta su adquisición por DC Comics en los años 70. cuando este último compartiría a la misma editorial en ser dueño.

## Historia sobre su publicación
Al principio simplemente fue conocida como Ma Hunkel, era el original Rojo Tornado que apareció en la Edad de Oro, este personaje se originó como un personaje cómico y paródico, en función de ser una creación autobiográfica del escritor e historietista Sheldon Mayer, conocido por su historieta "Scribbly", sobre un niño dibujante, para lo que en ese entonces se denominaba All-American Comics, la actual DC Comics. La característica principal de sus apariciones se desarrollaron en para el All-American Comics Vol.1 #59 de 1944, el año en el cual DC Comics abosrbió a la All-American Publications.
El personaje reapareció en historia corta de tres páginas de "Scribbly", una historia hecha por Mayer en Secret Origins Vol..2 #29 (agosto de 1986). Tuvo una aparición en un grupo especial personajes en Animal Man como una especie de "Deus Ex Machine", uno de los pocos personajes que se encontraban en una especie de "limbo", en el cual, una serie de personajes que en su momento no fueron descritos para el canon de la continuidad de la corriente principal.
En el clásico 1996 de Alex Ross, la novela gráfica "Kingdom Come", situado en un distópico futuro alternativo del Universo DC, el "Tornado Rojo original" se hace llamar como Ma Hunkel: ella sólo se puede verse en la parte superior al costado izquierdo de la alineación de la Liga de la Justicia, en donde a parece cerca de Superman y Norman McCay. En el #3, (página 135 de la edición completa), el panel 1, se la puede ver en un balcón mirando hacia la parte de abajo a Superman y McCay yllevando un traje mucho más sofisticado, semejante a una armadura similar a la de un caballero medieval y el de un Atomic Knight.
Apareció brevemente en el cómic de 1998 DC Universe Holiday Bash II Special, en la historia "Dejé mi corazón en la Cantina de la Sociedad de la Justicia", y en el especial de páginas one-Shot All-Star Comics 80 Page Giant #1 (septiembre de 1999), en una historia titulada, "El camino de la Amazona", en la que Ma Hunkel ocupa un lugar central en medio de la valerosa Liberty Belle, Phantom Lady y la Mujer Maravilla. Ella seguiría apareciendo en las historietas de manera especial como invitada hasta mediados de la década del 2000, principalmente como un personaje secundario en la Sociedad de la Justicia de América, como personaje retirado.

## Biografía ficticia del personaje
En el cómic original en la década de los años 1940, Ma Hunkel es una madre trabajadora cuyo traje estaba compuesto de calzoncillos largos y una olla en la cabeza, un traje poco original para el estándar de los trajes típicos de los superhéroes de la época. Adoptaría la identidad secreta de Tornado Rojo, para luchar contra los criminales locales en su ciudad en un barrio de su ciudad natal, Nueva York, inspirado en la admiración de su hijo por el superhéroe Linterna Verde Alan Scott. La popularidad del personaje fue tal que se le dio un cameo en la primera aventura con la Sociedad de la Justicia de América, visitando la sede de la JSA, pero al ser forzado por un percance cómico, sus pantalones se le enrredaron y se le cayeron, lo que le dejó sin poder tener la oportunidad de solicitar una membresía. Sin embargo, posteriores historias de la Sociedad de la Justicia han mostrado que Ma se convirtió en un miembro honorario del equipo.
Ma más tarde se unió con un par de aliados conocidos como los Chicos Cyclone, conformada por su propia hija adoptiva Amelia "Sisty" Hunkel y su vecina Mortimer "Dinky" Jibbet (el hermano del niño dibujante llamado Scribbly, la estrella principal del cómic en el que el que Tornado Rojo había debutado).
Ma Hunkel volvería en las páginas de la JSA #55 (febrero de 2004). Esta historia revela que Ma estuvo en el Programa de Protección de Testigos desde 1950. Los miembros de alto rango de la JSA como Green Lantern, The Flash, Hawkman, y Wildcat encontraron a Ma para decirle que ella ya podía salir de su escondite, ya que el último miembro de la banda contra la cual testificó en 1950 había fallecido. Ma posteriormente se convirtió en guardián de la sede y museo de la JSA en Manhattan. Sin embargo ella no vuelve, a reanudar sus actividades de su lucha contra el crimen como Tornado Rojo.
Su hija y los (ahora) hijos legítimos, los ex Chicos Cyclone, brevemente tuvieron sus propias aventuras disfrazados por separado, justamente coincididendo en las páginas del cómic mensual de Young Justice. apareciendo con otros jóvenes héroes de la edad de Oro, preocupandose por la seguridad de los jóvenes superhéroes.
La Nieta de Ma, Maxine Hunkel, conocida con el alias de "Cyclone" que había adquirido poderes metahumanos, se unió a la Sociedad en las páginas del cómic de la Sociedad de la Justicia de América Vol.3 #1 (febrero de 2007). En Sociedad en la Sociedad de la Justicia de América Vol.3 # 3 (marzo de 2007), Maxine adopta el alias de " Ciclóne".
El apellido de Ma es frecuentemente es escrito de manera errónea como "Hunkle". Debido a que su traje de calzoncillos largos de color rojo brillante y constituido en un diseño roly-poly, a veces tenía la jocosa denominación como Tomate Rojo.
Ma todavía tiene algo de su capacidad de combate, utilizando una maza como armamento de defensa y un gas mostaza para ayudar a los miembros de la JSA y un paralizante retardante más reciente para evitar el ataque de la Sociedad de la Injusticia. Ella sería tomado como rehén y secuestrada por el villano Icicle. 
Ella apenas sufrió solamente un resfriado leve como para perjudicar su estado de salud, los planes del equipo de criminales no tenían la intención de matarla o herirla, pero en su lugar, fue robar a la JSA, como se vio en uno de los arcos de la historia del personaje más recientes.
Maxine más tarde se convirtió en la prioridad de Ma, al ser la responsable de formar y continuar el entrenamiento de su nieta, para continuar los valores y el legado dejado por la Sociedad para ser un viable miembro del equipo. Cuando entidades sobrenaturales eliminaron a brownstone, Jay Garrick consideró que esto sería una señal para acabar al equipo y seguir adelante. Maxine lo convenció de tal actitud no tenía sin sentido y que la Sociedad era algo más que una sede.

### Los Nuevos 52
Luego del reboot de la continuidad del Universo DC, un personaje que similar a Ma Hunkel apareció en la sección de historietas conocido como "Canal 52" en una historia ambientada en el mundo paralelo de Tierra-2 . Este personaje es más joven y más esbelta que la versión original y parece poseer poderes basados en la manipulación del viento. No está claro si se trata de una nueva versión de Ma Hunkel.

## Poderes y habilidades
En su mejor momento, Ma Hunkel era una mujer sorprendentemente fuerte. Muchos de los que se encontraron con ella a menudo cree que Tornado Rojo fue, de hecho, un hombre, una noción que le ayudó a proteger la identidad secreta de Ma en más de una ocasión. en los años posteriores, el nivel de intensidad de sus habilidades Ma Hunkel disminuyeron con la edad.
Ma Hunkel fue también una gran cocinera, con una capacidad para alimentar a un gran grupo de personas que incluían a la Sociedad de la Justicia de América.

## Otras versiones

### Kingdom Come
La línea de tiempo alternativa línea de tiempo, una Ma Hunkel anciana llevaba una versión más sofisticada de su armadura del traje de Tornado Rojo, uniéndose a la reformada Liga de la Justicia como aliado de Superman, sin embargo, su aparición fue un mero cameo.

## Aparición en otros medios

### Televisión
- Ma Hunkel apareció en la película para televisión de la serie Smallville, junto con Justice Society of America en el episodio llamado " Smallville: Absoluta Justicia ", interpretada por Deborah Cole.

- Ma Hunkel es mencionada por el Doctor Mid-Nite en la serie animada de "Batman: The Brave and the Bold", en el episodio ""Crisis a 22.300 millas sobre la Tierra!""

- El casco de Ma Hunkel apareció en la oficina de Rip Hunter en la serie de televisión "Leyendas del mañana".

## Ediciones publicadas
Tornado Rojo es uno de las siete heroínas relacionadas con la JSA cuyas apariciones en solitario son recogidas en una antología realizada por DC Comics en ediciones recopilatorias especiales:
| Título                                  | Material publicado                                           |
| --------------------------------------- | ------------------------------------------------------------ |
| JSA All-Stars Archives Vol. 1 HC (2007) | All-American Comics publicación de la serie de (1939) #20-24 |